# میکی جونز
میکی جونز (انگلیسی: Mickey Jones؛ زادهٔ ۱۰ ژوئن ۱۹۴۱ - درگذشته ۷ فوریهٔ ۲۰۱۸) هنرپیشه و نوازنده اهل ایالات متحده آمریکا بود.

## موسیقی
او طبل‌زن خوانندگانی چون ترینی لوپز، جانی ریورز، باب دیلن، و کنی راجرز بوده است.

## فیلم‌شناسی

### فیلم‌ها
- اشتباه درست است (۱۹۸۲)
- دریاچه چین (۱۹۸۳)
- آدم‌فضایی (۱۹۸۴)
- نادین (۱۹۸۷)
- شلیک مرگبار (۱۹۸۹)
- یادآوری کامل (۱۹۹۰)
- هلندی (۱۹۹۱)
- دزدان دریایی (۱۹۹۱)
- جام کوچک (۱۹۹۶)
- تیغه فلاخن (۱۹۹۶)
- راهی به خانه نیست (۲۰۰۵)

### مجموعه‌های تلویزیونی
- کارآگاه راکفورد (۱۹۷۹)
- خیابان جامپ شماره ۲۱ (۱۹۸۹)
- بی‌واچ (۱۹۹۰ تا ۱۹۹۲)
- متأهل… بچه‌دار (۱۹۹۶)
- دارودسته (۲۰۰۷)
- موجه (۲۰۱۱)
- فیلادلفیا همیشه آفتابی است (۲۰۱۳)